# Hyalorrhipis
Hyalorrhipis is een geslacht van rechtvleugeligen uit de familie veldsprinkhanen (Acrididae). De wetenschappelijke naam van dit geslacht is voor het eerst geldig gepubliceerd in 1884 door Saussure.

## Soorten
Het geslacht Hyalorrhipis omvat de volgende soorten:
- Hyalorrhipis arabica Uvarov, 1936
- Hyalorrhipis calcarata Vosseler, 1902
- Hyalorrhipis canescens Saussure, 1888
- Hyalorrhipis clausii Kittary, 1849
- Hyalorrhipis hyalinus Uvarov, 1929
- Hyalorrhipis rhamses Saussure, 1889
- Hyalorrhipis shestoperovi Uvarov & Moritz, 1929
- Hyalorrhipis turcmena Uvarov, 1926